# Estanislao del Campo (Argentine)
Estanislao del Campo est une localité argentine située dans le département de Patiño, province de Formosa. Elle se situe également au sud-est de la province, à 235 km de la capitale, à laquelle elle est reliée par la route nationale 81. C'est une municipalité de 2e catégorie.

## Démographie
Elle compte 4 523 habitants (Indec, 2010), ce qui représente une augmentation de 11,5 % par rapport aux 4 055 habitants (Indec, 2001).

## Religion
| Diocèse  | Formosa   |
| -------- | --------- |
| Paroisse | San Roque |